# エルシーアイ

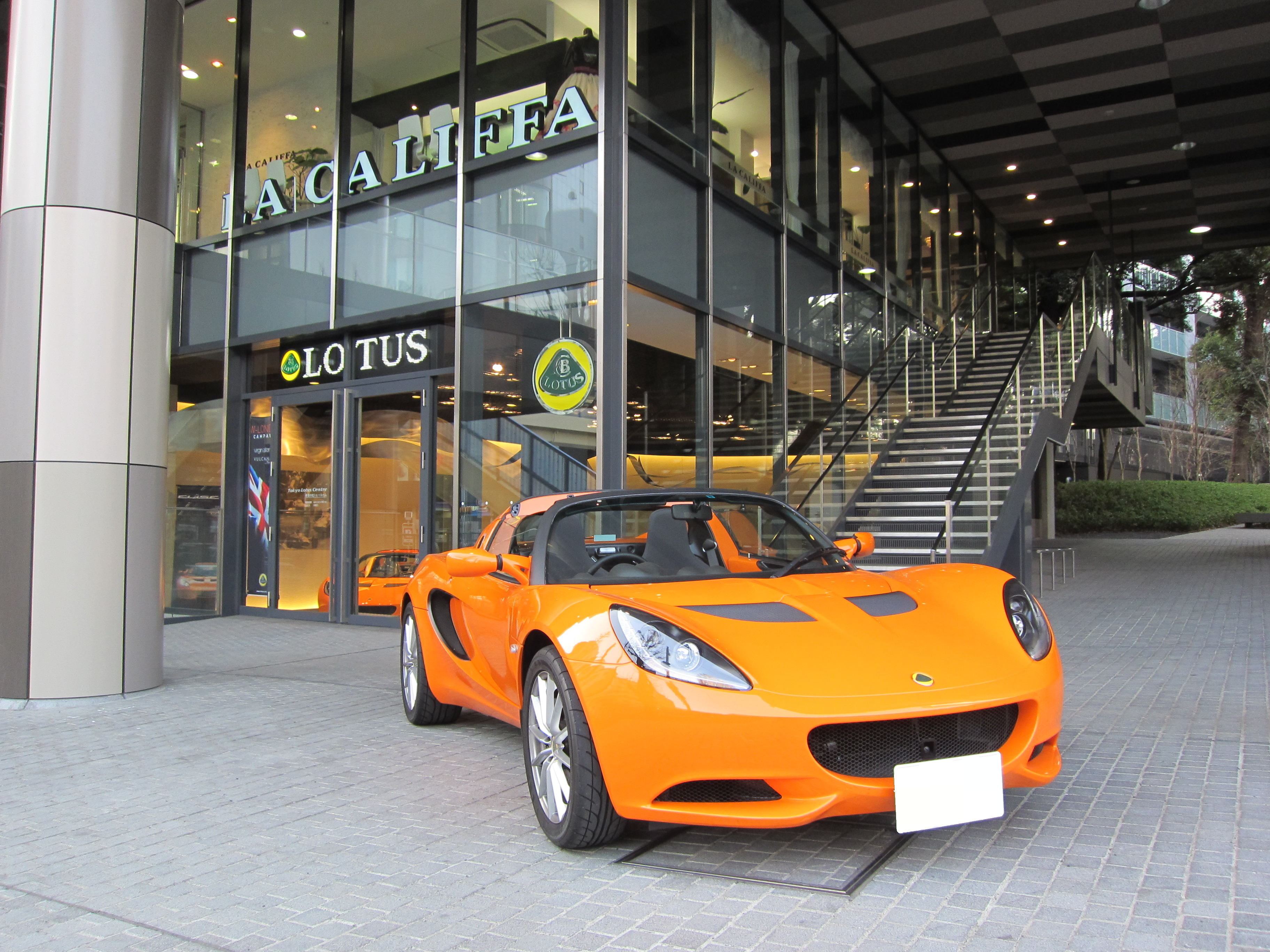
原宿ショウルーム

エルシーアイ株式会社（英文名　LCI Limited）とは、英ロータス・カーズの市販車を輸入・販売するために設立された企業。日本におけるロータス・カーズの正規輸入販売元である。 

## 沿革
- 2002年（平成14年）12月6日 - オートトレーディングルフトジャパンの100%子会社として法人設立。
- 2003年（平成15年）2月14日 - 英ロータスカーズの輸入・販売業務開始。翌15日、直営店「東京ロータスセンター」とオートトレーディング直営支店にて営業開始。
- 2005年（平成17年）
  - 4月22日 - 親会社であるオートトレーディングルフトジャパンが、所有する当社株式の51%をVTホールディングスに売却。
  - 5月16日 - VTホールディングスが第三者割当増資を引き受け、当社を連結子会社化[2]。